# Storm Corrosion
Storm Corrosion ist ein musikalisches Projekt von Mikael Åkerfeldt (Opeth) und Steven Wilson (Porcupine Tree).
Das erste, selbstbetitelte Studioalbum erschien am 4. Mai 2012 über Roadrunner Records. Wilson beschrieb es als "the final part in the odd trilogy of records completed by (Opeth's) Heritage and Steven Wilson‘s brand new solo album Grace for Drowning".

## Geschichte
Mitte der 90er hörte Mikael Åkerfeldt das erste Mal von Steven Wilson. Åkerfeldts Freund Jonas Renkse spielte ihm damals die Porcupine Tree Alben The Sky Moves Sideways und Signify vor und Åkerfeldt wurde ein großer Fan dieser Band. Jahre später schrieb Wilson Åkerfeldt eine E-Mail, nachdem ein französischer Journalist ihm das Opeth-Album Still Life gegeben hatte. Die Zwei trafen sich in London und Åkerfeldt bat Wilson, das nächste Opeth-Album zu produzieren. Schon bei diesem Treffen sprachen sie auch über eine darüber hinausgehende musikalische Zusammenarbeit.
Wilson produzierte das fünfte Opeth Album Blackwater Park und auch die beiden Nachfolgealben Deliverance und Damnation. Außerdem mischte er das 2011 erschienene Heritage. 2005 übernahm Åkerfeldt auf dem achten Studioalbum der Porcupine Trees, Deadwing, Gastparts am Gesang und an der Gitarre.
Beide entschlossen sich im März 2010, hin und wieder an einem gemeinsamen Projekt zu arbeiten. Ursprünglich sollte Mike Portnoy, der ehemalige Schlagzeuger von Dream Theater, die Schlagzeugparts übernehmen, später erklärte Åkerfeldt, dass Portnoy nicht länger Teil des Projekts sei, da es bei dem bisherigen Material keinen Raum für ein Schlagzeug gäbe. Wilson konkretisierte, dass lediglich 15 – 20 % des Albums Schlagzeugparts enthalten und diese vom Porcupine Tree Drummer Gavin Harrison gespielt würden. Im September 2011 wurde das Album fertiggestellt, eine Veröffentlichung aber zunächst zurückgehalten, damit sich Steven Wilson auf die Veröffentlichung und Promotion für sein zweites Soloalbum Grace for Drowning und Åkerfeldt auf Opeths zehntes Studioalbum Heritage konzentrieren konnten, die beide im September 2011 erschienen. Am 4. Mai 2012 wurde Storm Corrosion in Deutschland veröffentlicht. Aufgenommen wurden die insgesamt sechs Songs in Wilson's No Man's Land Studio in Herfortshire, England.

### Wilson über Storm Corrosion
„Ich glaube uns beiden schwirrte die Idee zu dieser Art von Musik im Kopf herum, von der wir wussten, dass unsere Bands sie nicht spielen würden, aber wir beide verstanden uns diesbezüglich sehr gut. Denn wir haben diese gemeinsame Leidenschaft: sehr experimentelle, düstere Alben, fast schon orchestral in ihrer Tragweite. Und wir wollten schon lange eine solche Platte machen. Aber es ist ein weiter Weg vom Metal dorthin, und es ist ein weiter Weg von allem, das Mikael je gemacht hat, denke ich, inklusive [Opeths] Damnation Album. Ich glaube, eine Menge Leute dachten „Oh, es wird sicherlich wie Damnation klingen“. Das tut es nicht; auch davon ist es weit entfernt. Und auch von allem, was ich je gemacht habe, ist es weit entfernt… Was wir nämlich nicht tun wollten, ist, uns für eine Prog Metal Supergroup zusammenzutun, auch wenn das einfach gewesen wäre – und es war teilweise auch das, was von uns erwartet wurde. Und, weißt du, vielleicht machen wir das auch irgendwann. Aber diesmal haben wir gedacht „Lass uns einfach dieses Album machen“. Manche Leute werden es lieben, manche nicht, und das ist OK, denn letztendlich wollten wir nicht das tun, was erwartet wurde, und genau das haben wir getan.“
Wilson erzählte zudem, dass Åkerfeldt die meiste Gitarrenarbeit übernommen habe, während er selbst sich auf die Keyboard-Parts und das Arrangement der Musik konzentriert habe. Er sagte über das Album, dass es viele orchestrale Teile enthalte und „mellow, strange and disturbing“ sei. Es werde sechs Titel enthalten, wobei einige davon sogar oberhalb von 10 Minuten Spieldauer lägen. Laut Wilson gebe es keine Pläne für eine Tour für das Album, da es zu schwierig umsetzbar sei – einerseits zeitlich, aufgrund der Projekte beider Bandmitglieder, aber auch aufgrund der Musik an sich. Auch über die Veröffentlichung hinausgehende Pläne gebe es bislang nicht.

## Diskografie

### Alben
- 2012: Storm Corrosion (Roadrunner Records)[20]